# Disney's Animal Kingdom
Disney's Animal Kingdom (regne dels animals) és un parc temàtic localitzat a Walt Disney World a Florida (Estats Units). És el parc temàtic de Disney més gran del món, amb una extensió de 2 km². És el primer parc ambientat en la conservació de la vida animal; una filosofia que el mateix Walt Disney compartia. Va obrir el Dia de la Terra el 22 d'abril de 1998.
Disney va començar a planificar un nou parc poc després de l'obertura de Disney-MGM Studios el 1989. Animal Kingdom va ser una creació de l'enginyer de Disney Joe Rohde, qui havia dissenyat prèviament l'Aventurers Club a Pleasure Island. Quan va presentar la idea del nou parc temàtic d'animals, Rohde va portar un tigre de Bengala de 400 lliures a la reunió amb el CEO de Disney, Michael Eisner.
Com a element identificatiu del parc, destaca The Tree of Life (l'arbre de la vida) de 42 metres d'alçada i amb un tronc de 15 metres d'amplada, simbolitza la vida tant dels animals com del regne vegetal. En aquest enorme arbre estan esculpides més de 325 figures d'animals de totes espècies i compta amb 100.000 fulles aproximadament.
Pel que fa l'experiència, el visitant recorre tot el món en àrees tematitzades en: Àsia, Àfrica, Oasis, Discovery Island, a més de zones de caràcter fictici com: Dinoland U.S.A. o Pandora - The World of Avatar. Durant la visita al parc, podem gaudir d'atraccions de simulació, d'aigua i d'educació i sensibilització així com de muntanyes russes russes i un safari que compta amb més de 34 espècies animals.

## Atraccions
En el parc, trobem atraccions de diferents tipus com:
- Avatar Flight of Passage

- Dinosaur

- Expedition Everest

- Its Though to Be a Bug

- Kali River Rapids

- Kilimanjaro Safaris

- Na'vi River Journey

- The animation Expirience

- Triceratop Spin

- Wildlife Express Train